# تشي (فلم 2008)
تشي (بالإنجليزية: Che) هو فيلم دراما تم إنتاجه في فرنسا وإسبانيا سنة 2008. الفيلم من إخراج ستيفن سودربرغ.

## بطولة
- بينيشيو ديل تورو

## الميزانية والإيرادات
بلغت تكلفة إنتاج الفيلم حوالي 58 مليون دولار بينما حقق أرباحا تقدر بـ 40,779,241 دولار.

## وصلات خارجية
- مقالات تستعمل روابط فنية بلا صلة مع ويكي بيانات

1. ↑  "معلومات عن تشي (فيلم 2008) على موقع britannica.com". britannica.com. مؤرشف من الأصل في 2021-12-07.
2. ↑  "معلومات عن تشي (فيلم 2008) على موقع metacritic.com". metacritic.com. مؤرشف من الأصل في 2021-12-07.